# Jean Balliol
Jean Balliol est roi des Écossais de 1292 à 1296, né vers 1249 et mort le 25 novembre 1314. Il est aussi appelé Iain Bailiol en gaélique, John Balliol en anglais et Jehan de Bailleul en ancien français.
Choisi comme roi après l'extinction de la maison de Dunkeld, Jean Balliol doit composer avec son puissant voisin le roi d'Angleterre Édouard Ier, à qui il a prêté serment d'allégeance. Il noue alliance avec le royaume de France contre lui, mais ce geste ne fait qu'offrir un casus belli à Édouard, qui envahit son royaume en mars 1296. C'est le début des guerres d'indépendance de l'Écosse.
Après la défaite écossaise de Dunbar, Balliol se rend à Édouard et abdique. Il termine sa vie dans l'obscurité dans le royaume de France. 

## Biographie

### Origines
Né entre 1248 et 1250, Jean Balliol est le fils de Jean de Bailleul, seigneur de Barnard Castle, dans le comté de Durham en Angleterre. Originaire de Bailleul, en Picardie, la famille de Bailleul est établie en Angleterre depuis le règne de Guillaume le Roux (1087-1100). La mère de Jean Balliol est Derbogail, la fille du seigneur écossais Alan de Galloway. Par sa mère Marguerite, Derbogail est la petite-fille de David de Huntingdon, le frère des rois écossais Malcolm IV et Guillaume le Lion.
La fratrie de Jean Balliol comprend deux frères, Hugues (mort en 1271) et Alexandre (mort en 1278), ainsi que quatre sœurs, dont l'une, Éléonore, épouse le baron écossais John II Comyn.

### Succession d'Écosse
La maison de Dunkeld, qui règne sur le royaume d'Écosse depuis 1058, s'éteint à la mort de la petite Marguerite de Norvège, en 1290. La succession au trône est alors disputée entre plusieurs descendants par les femmes de branches cadettes de la dynastie éteinte. Parmi eux, les plus puissants et ceux dont les prétentions sont les plus sérieuses sont Robert Bruce, seigneur d'Annandale, et Jean Balliol. Tous deux sont des descendants de David de Huntingdon : Bruce est le fils de sa fille cadette, tandis que Balliol est le petit-fils de sa fille aînée. Dans son argumentaire, le premier met donc en avant sa proximité avec la lignée royale, tandis que le second fonde son argumentaire sur le principe de primogéniture.
Les prétendants à la couronne s'accordent à accepter l'arbitrage du roi d'Angleterre Édouard Ier en juin 1291. Ils s'engagent tous à reconnaître sa suzeraineté et lui confient le gouvernement de l'Écosse le temps que la crise soit résolue. Une commission est mise sur pied pour trancher la question. La prépondérance de Bruce et Balliol se reflète dans sa composition : sur les 104 membres qu'elle comprend, 40 sont nommés par Bruce et 40 autres par Balliol, le reste étant composé d'Anglais. Elle rend sa décision en faveur de Jean Balliol le 17 novembre 1292. Déçu, Robert Bruce abdique ses titres en faveur de son fils Robert pour ne pas être contraint de rendre hommage à son rival.

### Règne

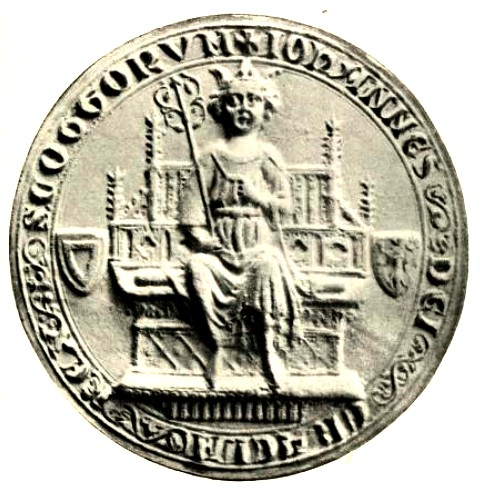
Sceau de Jean Balliol.

Jean Balliol est sacré le 30 novembre 1292, le jour de la Saint-André, à Scone. Quelques semaines plus tard, il se rend en Angleterre pour rendre hommage à son suzerain Édouard Ier à Newcastle. Il doit répondre à une convocation devant le Parlement d'Angleterre le 15 octobre 1293.
En juin 1294, Édouard convoque ses vassaux pour partir en guerre contre la France pour le duché d'Aquitaine. Cette convocation s'étend au roi Jean, ainsi qu'à dix comtes et seize barons écossais. Un Parlement réuni à Scone rejette cette demande et conclut une alliance militaire offensive et défensive avec Philippe IV le Bel le 23 octobre 1295,. En accord avec cette alliance, l'armée écossaise envahit la Cumbria au mois de mars 1296 et dévaste la région sous le commandement du comte de Buchan John Comyn. Il ne parvient pas à s'emparer de Carlisle et doit battre en retraite. Peu après, le même comte de Buchan effectue un raid dans le Northumberland, sans plus de succès.
Pendant ce temps-là, Édouard s'empare de Berwick-upon-Tweed, dont il massacre la population (30 mars), puis il progresse en direction de Dunbar. Les Écossais défendent le château, mais l'armée de soutien envoyée pour le soulager est sévèrement vaincue le 27 avril lors de la bataille de Dunbar par le propre beau-père du roi, le comte de Surrey John de Warenne. Le roi d'Angleterre poursuit sa progression : les châteaux de Roxburgh et Jedburgh capitulent et il traverse le Firth of Forth avec pour objectif Perth.
Jean Balliol, qui s'était enfui devant les armées anglaises, se soumet à Édouard au château de Montrose. Il est conduit à Stracathro, où il est dépouillé de ses insignes royaux et abjure l'alliance française le 7 juillet. Il abdique trois jours plus tard à Brechin.

### Après l'abdication
Jean Balliol et son fils sont emprisonnés à Hertford jusqu'au mois d'août 1297, puis ils sont transférés à la Tour de Londres. À la suite d'un accord entre le roi Philippe IV le Bel et le pape Boniface VIII, Édouard Ier est contraint de lui rendre la liberté en juillet 1299. Jean est transféré de Douvres à Wissant et remis par les officiers du roi d'Angleterre à l'évêque de Vicence, représentant du pape. Il est confié à la garde des représentants de l'évêque de Cambrai, puis transféré à Gevrey-Chambertin.
Au cours de l'été 1301, Philippe le Bel renvoie Jean Balliol dans son domaine de Bailleul-en Vimeu, en Picardie. Ce retour suggère la possibilité d'un rétablissement de l'ancien roi en Écosse avec le soutien de la France, mais la défaite française de Courtrai, en 1302, met un terme à cette éventualité en donnant lieu à un traité de paix anglo-français. Balliol meurt en France à Bailleul-en-Gouffern, en Normandie en avril 1313 ou fin 1314,.

## Mariage et descendance
Jean Balliol se marie le 9 février 1281[réf. nécessaire] avec Isabelle de Warenne, la fille du comte de Surrey John de Warenne et d'Alice de Lusignan. Ils ont au moins un fils :
- Édouard (vers 1283 – vers 1367), prétendant au trône écossais contre David II.

D'autres enfants sont peut-être issus de ce mariage :
- Henri (mort le 15 décembre 1332), tué à la bataille d'Annan[13].